# Penelope Milford
Penelope Milford (Sant-Louis, Missouri, 23 de març de 1948) és una actriu estatunidenca.

## Biografia
Diplomada a la New Trier High School a Winnetka (Illinois), d'on van sortir diversos actors notables com Charlton Heston, Rock Hudson, Virginia Madsen i Bruce Dern (amb qui després treballarà en Tornant a casa), comença en el món del cinema dels anys '70, interpretant poquíssimes pel·lícules, però en el 1978 actua en Tornant a casa, al costat de Jane Fonda: el rol li suposa una candidatura l'Oscar a la millor actriu secundària el 1979.
Després d'aquesta fama imprevista, només va actuar en una altra pel·lícula de nivell, Endless Love de Franco Zeffirelli.
La seva darrera pel·lícula data del 1997: Night of the Lawyers.

## Filmografia
Filmografia:
- 1970: Maidstone
- 1974: Man on a Swing: Evelyn Moore
- 1977: Valentino: Lorna Sinclair
- 1978: Tornant a casa (Coming Home): Vi Munson
- 1980: The Last Word: Denise Travis
- 1981: Take This Job and Shove It: Lenore Meade
- 1981: Endless Love: Ingrid Orchester
- 1982: Blood Link: Julie Warren
- 1983: The Golden Seal: Tania Lee
- 1988: Fatal Games: Pauline Fleming
- 1989: Cold Justice: Eileen
- 1990: Miss Missouri: Ann
- 1996: Vida normal (Normal Life): Adele Anderson
- 1997: Night of the Lawyers: Anna Carroll